# This Feelin' Only Knows
「This Feelin' Only Knows」（ディス・フィーリン・オンリー・ノウズ）は、2018年1月24日に発売されたKeishi Tanakaの7枚目のシングルである。

## 概要
- 大手音楽ストリーミングサービスSpotifyでは、グローバルプレイリスト「Tokyo Rising」など16ものプレイリストにリストインした[1]。
- ミュージックビデオの監督は北山大介が手掛けた[2]。
- 発売から約2か月後の2018年3月20日からは全国ワンマンツアー「Keishi Tanaka Spring Tour 2018 [This Feelin' Only Knows]」にてアナログ盤が先行販売され、同年5月2日からは全国のレコードショップなどで一般販売された。アナログ盤は「知らない街の大聖堂」との両A面シングルとなっている[3][4]。

## 収録曲

### 音楽配信
全作詞・作曲：Keishi Tanaka
1. This Feelin' Only Knows (4:31)

### 12インチシングル
全作詞・作曲：Keishi Tanaka
1. This Feelin' Only Knows
2. 知らない街の大聖堂

## リリース一覧
| 発売日        | 形態             | 品番     | レーベル      | 備考         | 脚注  |
| ------------- | ---------------- | -------- | ------------- | ------------ | ----- |
| 2018年1月24日 | 音楽配信         |          | Keishi Tanaka |              | [ 5 ] |
| 2018年3月20日 | 12インチシングル | KCRC-001 | Keishi Tanaka | 会場先行販売 | [ 6 ] |
| 2018年5月2日  | 12インチシングル | KCRC-001 | Keishi Tanaka | 一般流通     | [ 4 ] |